# Лянцкоронська вежа (Кам'янець-Подільська фортеця)
Лянцкоро́нська ве́жа (інша назва — вежа Креслава) — фортечна вежа № 2 Старого замку міста Кам'янець-Подільський. Пам'ятка — приклад веж, які поєднували фланкувальні і надбрамні функції.

## Назва
Вежа отримала назву в пам'ять про кам'янецького старосту Станіслава Лянцкоронського, який, імовірно, фінансував будівельні роботи.

## Згадка в історичних джерелах
В описі «Інвентар і люстрація староств Кам'янецького та Летичівського» за 1613 рік вежа згадується як Дитинцева:

| «Вежа Креслава, єпископа Владиславського, їм же заснована. На фундаменті нижня в'язниця для злочинців, на 12 ліктів у скелі – отвір, через яке їх випускають. На цьому ж ярусі рівно із землею відкрита в'язниця, в якій двері дубові міцно ланцюгами скуті, над ними – ґрати».[2] |

## Історія

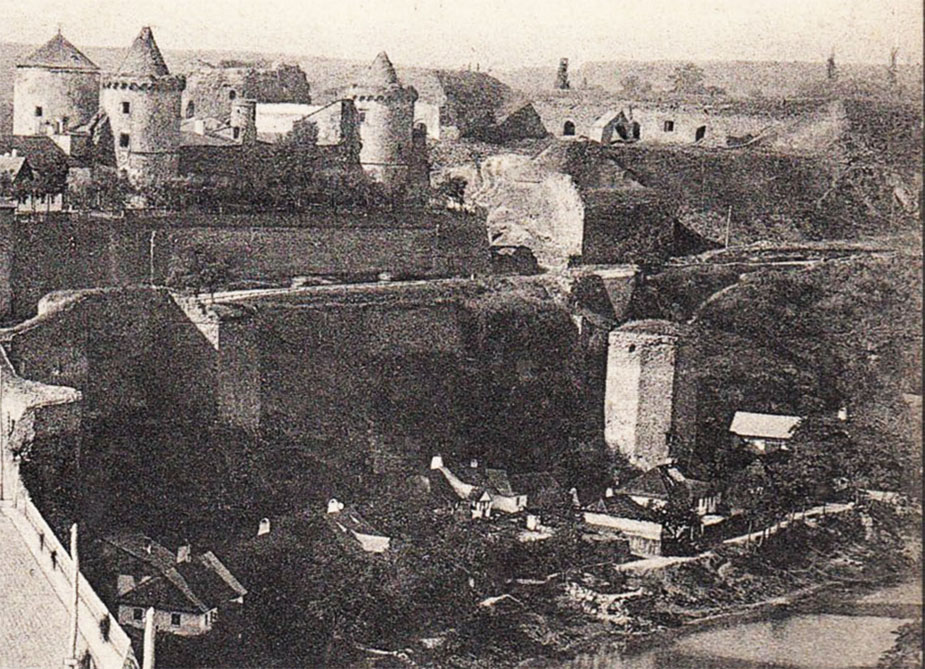
Лянцкоронська вежа (друга зліва) (1875)

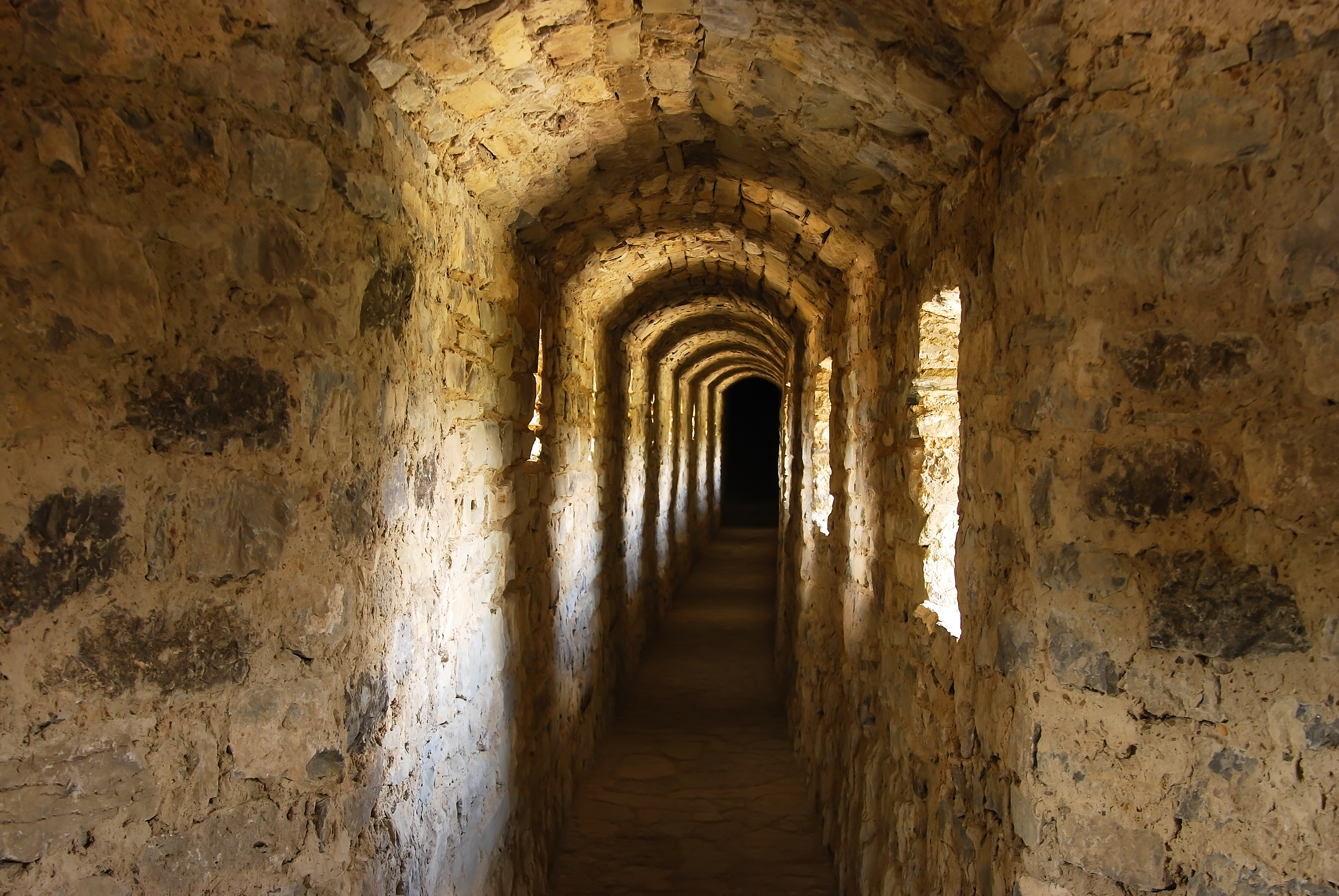
Хід з Лянцкоронської вежі

1394 року Кам'янцем заволодів Владислав Ягелло. Король одразу наказав завести до укріплення гармати і порох.
1395 року Ягелло віддав Західне Поділля із Кам'янцем за особливі заслуги краківському воєводі Спитку з Мельштина «у вічне і безповоротне володіння». Магнат розпочав будівництво Лянцкоронської вежі разом із трьома іншими потужними вежами: Ковпаком, Ружанкою і Тенчинською. Після загибелі Спитка у битві з татарами на річці Ворскла у 1399 році фортифікацію Кам'янця завершив король Владислав Ягелло.
У третій чверті XV століття розпочато укріплення замку.
1544 році під керівництвом військового інженера й архітектора Йова Претфеса (Претвича) виконані ремонтні і будівельні роботи в інтер'єрі.
Під час штурму замку 1672 року верхня частина парапету з бійницями була зруйнована.
У 1790-1791 роках під керівництвом польського архітектора Станіслава Завадського було засипано колишню середньовічну дорогу, що проходила під північним муром замку, та проїзд у Лянцкоронській вежі, який перетворився на її нижній підвальний ярус.

## Опис

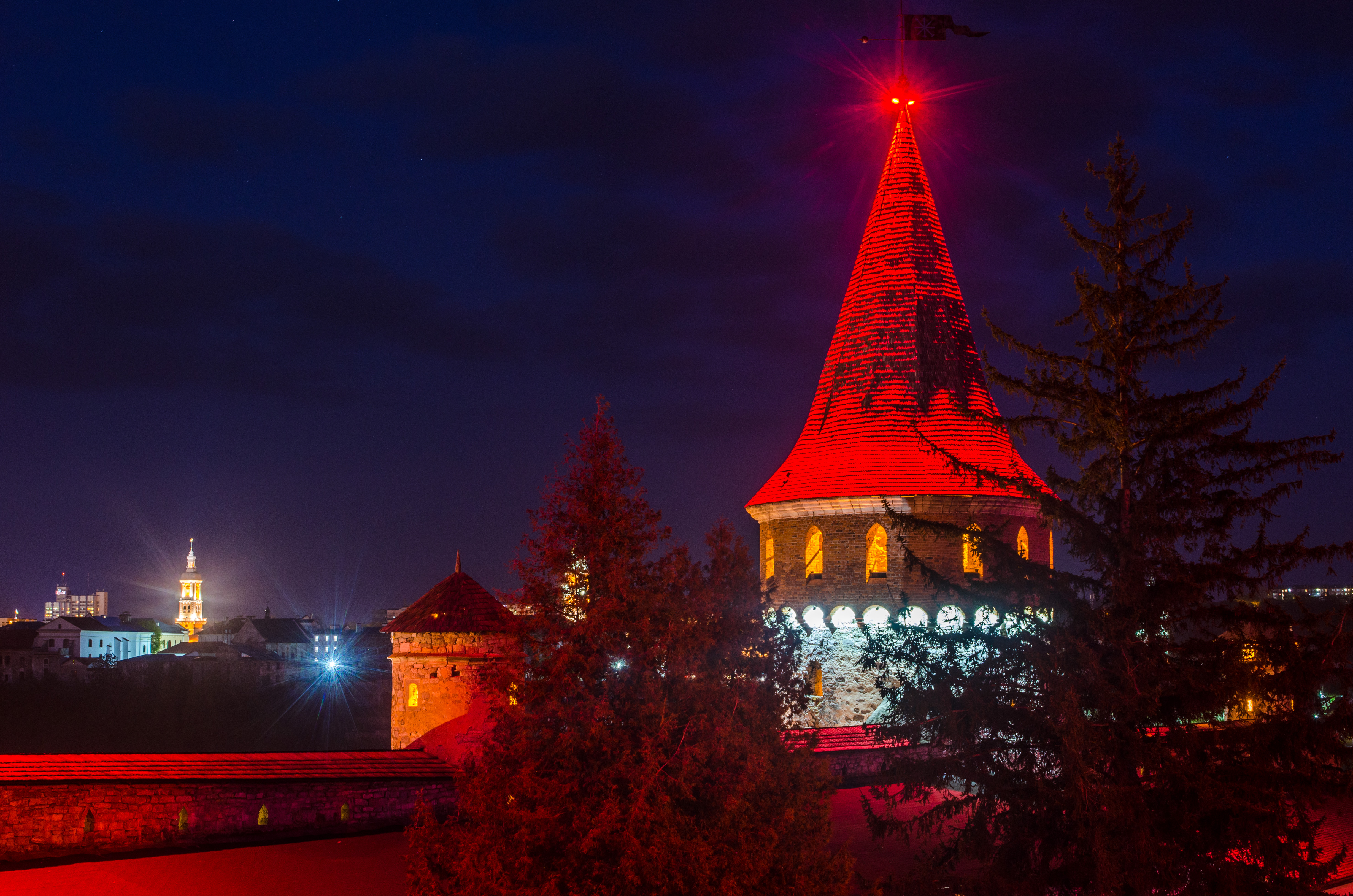
Сучасна ілюмінація

Спочатку Лянцкоронська вежа була надбрамною вежею. У підвалах на протилежних стінах можна побачити високі арки стрілчастого абрису.
Імовірно, вежа служила помешканням коменданта. Її третій ярус якої був пристосований під житло, про що свідчать збережені камін, туалет, велике вікно з пізньоготичним різьбленим обрамленням (імовірно вмуроване на місці машикуля над брамою). Вежа сполучалася зі згаданим в описі 1544 року «будинком старости», прибудованим з боку замкового двору до північного оборонного муру. Власне, це був будинок коменданта, від якого зберігся підвал. Водночас, Комендантською вежею назвали сусідню вежу-бартизан.
Розташована посередині північно-східних оборонних мур Старого замку. Виступає на три чверті за її підлогову сторону.

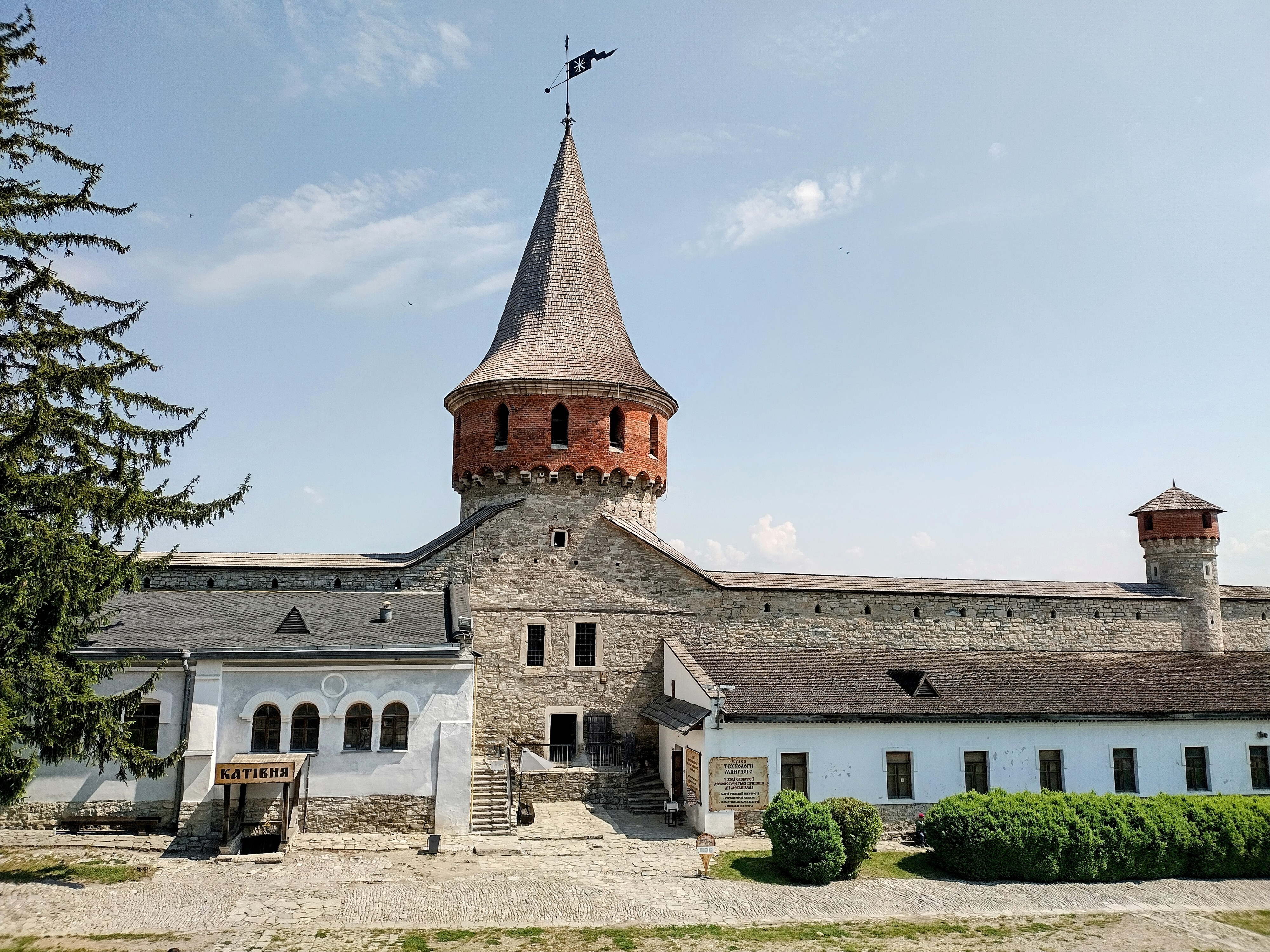
Вигляд на вежу з внутрішнього двору замку

Висота вежі з боку головного двору замку становить 14 м, з північного двору — 15 м. Її діаметр — 8,8 м, товщина кам'яних стін становить 2 — 2,2 м. Перший ярус вежі перекритий коробовим склепінням; два верхніх перекриті по балках. Над четвертим ярусом — конічна кам'яна баня. На рівні четвертого ярусу проходить внутрішньостінний хід, що зв'язує вежу із сусідніми оборонними мурами. Бійниці мають ключоподібну форму. Віконний отвір на східному фасаді другого ярусу з білокамінною лиштвою пізньоготиного характеру. Під ним вставлена плита з геральдичним знаком «Корабом», родовим гербом архієпископа Яна Ласького, який виділив кошти на реконструкцію твердині.
Належить до так званого краківського типу: як і Тенчинська та Ружанка має кам'яний ковпак.

## Реставраційні роботи
У 1946-1952 роках провели консерваційні роботи фортеці. У 1960-х роках під керівництвом архітектора-реставратора Євгенії Пламеницької проводились планомірні архітектурно-археологічні дослідження укріплень Старого замку. Державний науково-дослідний інститут теорії та історії архітектури та містобудування опрацював Генеральну програму консерваційно-реставраційних робіт по Старому замку та архітектурну концепцію реставрації, розроблену Є. Пламеницькою. У 1960-1980-х роках здійснили консервацію та реставрацію значної частини замкових укріплень, зокрема і Денної вежі.
Нові масштабні реставраційні роботи провели згідно з «Перспективною програмою консерваційних і реставраційних робіт по комплексу Старого і Нового замків» 1999 року, автором якої була дочка Євгенії Пламеницької  Ольга Пламеницька.